# Bat Lash
Pour les articles homonymes, voir Lash.
Bartholomew Aloysius Lash, dit Bat Lash est un cow-boy de fiction imaginé en 1968 par deux éditeurs de DC Comics, Carmine Infantino et Joe Orlando, et retravaillé avec Sheldon Mayer et Sergio Aragonés. 
La première histoire le mettant en scène, écrite par Aragonés et Denny O'Neil et dessinée par Nick Cardy, a été publiée dans Showcase no 76 daté d'août 1968. Il a fait l'objet de deux comic books homonymes en 1968-1969 et 2008, et est apparu dans plusieurs histoires DC au fil des années.
Bat Lash est un cow-boy pacifiste, coureur et porté sur le jeu doté d'un sens de l'humour et d'une finesse rares chez les héros de western. De fait, il est plus proche d'un anti-héros et sa série apparaît comme une parodie de western dans l'air du temps.

## Historique de publication
DC Comics lance fin 1968 un comic book dédié, Bat Lash doublement récompensé aux prix Alley, mais celui-ci est arrêté après un an et 7 numéros faute de ventes suffisantes aux États-Unis. Populaire en Europe, la série est traduite en français par les éditions Artima en 1970-1972 dans un petit format homonyme.
Par la suite, Bat Lash est apparu dans plusieurs autres titres DC au fil des années: il est ainsi l'un des personnages principaux de la mini-série Guns of the Dragon en 1998 ou du roman graphique de Walt Simonson The Judas Coin en 2012. En 2008, DC a par ailleurs publié une nouvelle mini-série intitulée Bat Lash, écrite par Aragonés et Peter Brandvold (en) et dessinée par John Severin.

## Prix
- 1969 : Prix Alley 1968 du meilleur titre de western[réf. souhaitée]
- 1970 : Prix Alley 1969 du meilleur titre de western[réf. souhaitée]